# Gongora ecornuta
Gongora ecornuta är en orkidéart som beskrevs av Rudolph Jenny. Gongora ecornuta ingår i släktet Gongora och familjen orkidéer. Inga underarter finns listade i Catalogue of Life.